# Schwalbach am Taunus
Pour les articles homonymes, voir Schwalbach et Taunus (homonymie).
Schwalbach am Taunus est une ville allemande située en Hesse, dans l'arrondissement de Main-Taunus.

## Géographie
Schwalbach est situé dans la région Rhin-Main, dans la partie occidentale de l'arrondissement de Main-Taunus, entre la montagne de Taunus et Francfort-sur-le-Main.

## Jumelages
La ville de Schwalbach am Taunus est jumelée avec :
- Avrillé (France) depuis 1978
- Schkopau (Allemagne) depuis 1993
- Yarm (Royaume-Uni) depuis 1995
- Olkusz (Pologne) depuis 1997